# فرانك إم. تايلر
فرانك إم. تايلر (بالإنجليزية: Frank M. Tyler)‏ هو مهندس معماري أمريكي، ولد في 25 يوليو 1876، وتوفي في 22 فبراير 1961.